# Igor Tamm (virolog)
Igor Tamm, född 27 april 1922 i Tapa i Estland, död 6 februari 1995 i Rhode Island, var en estnisk-amerikansk läkare, virolog och cellbiolog.
1943 flydde Tamm i en båt från det ockuperade Estland till Finland och därifrån till Sverige. I Stockholm läste han medicin på Karolinska Institutet. År 1945 fortsatte han sina studier på Yale University och hade professur i Rockefeller University från 1965.